# Barbara Schwartz
Barbara Schwartz (ur. 27 stycznia 1979 w Wiedniu), austriacka tenisistka.
Tenisistka rozpoczęła swoją karierę w 1994 roku w turniejach cyklu ITF na kortach Ameryki Południowej, Europy i Afryki osiągając trzykrotnie półfinały. Pierwszy turniej singlowy wygrała w 1995 roku, w Szwajcarii. W sumie wygrała sześć turniejów singlowych i sześć deblowych tej rangi.
W rozgrywkach WTA nie wygrała żadnego turnieju singlowego, zaś w deblu zwyciężyła dwukrotnie, w 2002 roku w Brukseli i w 2004 roku w Bogocie, partnerując w obu przypadkach Niemce Jasmin Wöhr. Dwukrotnie była też w finałach debla, w 2000 roku w Auckland z Patricią Wartusch i w 2002 roku w Wiedniu z Jasmin Wöhr.
Spore osiągnięcia odnotowała też w rozgrywkach wielkoszlemowych, a jej najlepszym wynikiem był ćwierćfinał Roland Garros w 1999 roku.
Sześciokrotnie reprezentowała także swój kraj w rozgrywkach Pucharu Federacji. W 2002 i 2004 roku doszła do półfinałów tych rozgrywek.
Karierę sportową zakończyła w 2006 roku.

## Wygrane turnieje

### Gra podwójna (2)
|    | Data       | Turniej                                  | Kat.          | ($)     | Naw.   | Partnerka   | Finalistki                                     | Wynik         |
| 1. | 08/07/2002 | Bruksela, French Community Championships | Kategoria IV  | 140 000 | ziemna | Jasmin Wöhr | Tathiana Garbin Arantxa Sánchez Vicario        | 6:2, 0:6, 6:4 |
| 2. | 23/02/2004 | Bogota, Copa Colsanitas Santander        | Kategoria III | 170 000 | ziemna | Jasmin Wöhr | Anabel Medina Garrigues Arantxa Parra Santonja | 6:1, 6:3      |